# فيرينك كوفاتش (سياسي)
فيرينك كوفاتش (بالمجرية: Kovács Ferenc)‏ هو سياسي مجري، ولد في 1 نوفمبر 1953 في بودابست في المجر. حزبياً، نشط في فيدس – الاتحاد المدني المجري. وقد انتخب عضو الجمعية الوطنية المجرية.